# Social Watch
Social Watch es una red internacional de organizaciones de base que trabaja en la defensa y monitoreo de las políticas contra la pobreza y por la igualdad de género. Actualmente se encuentra presente en más de 70 países en todos los continentes. La red vigila el cumplimiento de los compromisos contraídos por los gobiernos en la Cumbre de Desarrollo Social de Copenhague y la Cuarta Conferencia Internacional de las Mujeres en 1995, así como en la Cumbre del Milenio de Nueva York en el año 2000, con especial énfasis en asuntos de desarrollo, justicia social, género y recientemente también cambio climático. La sede de su Secretariado Internacional se encuentra en Montevideo, Uruguay, donde es alojada por el Instituto del Tercer Mundo (ITeM). Se le reconoce especialmente por la publicación de su informe anual mundial sobre políticas sociales, así como por el desarrollo del Índice de Capacidades Básicas (ICB) y el Índice de Equidad de Género (IEG).

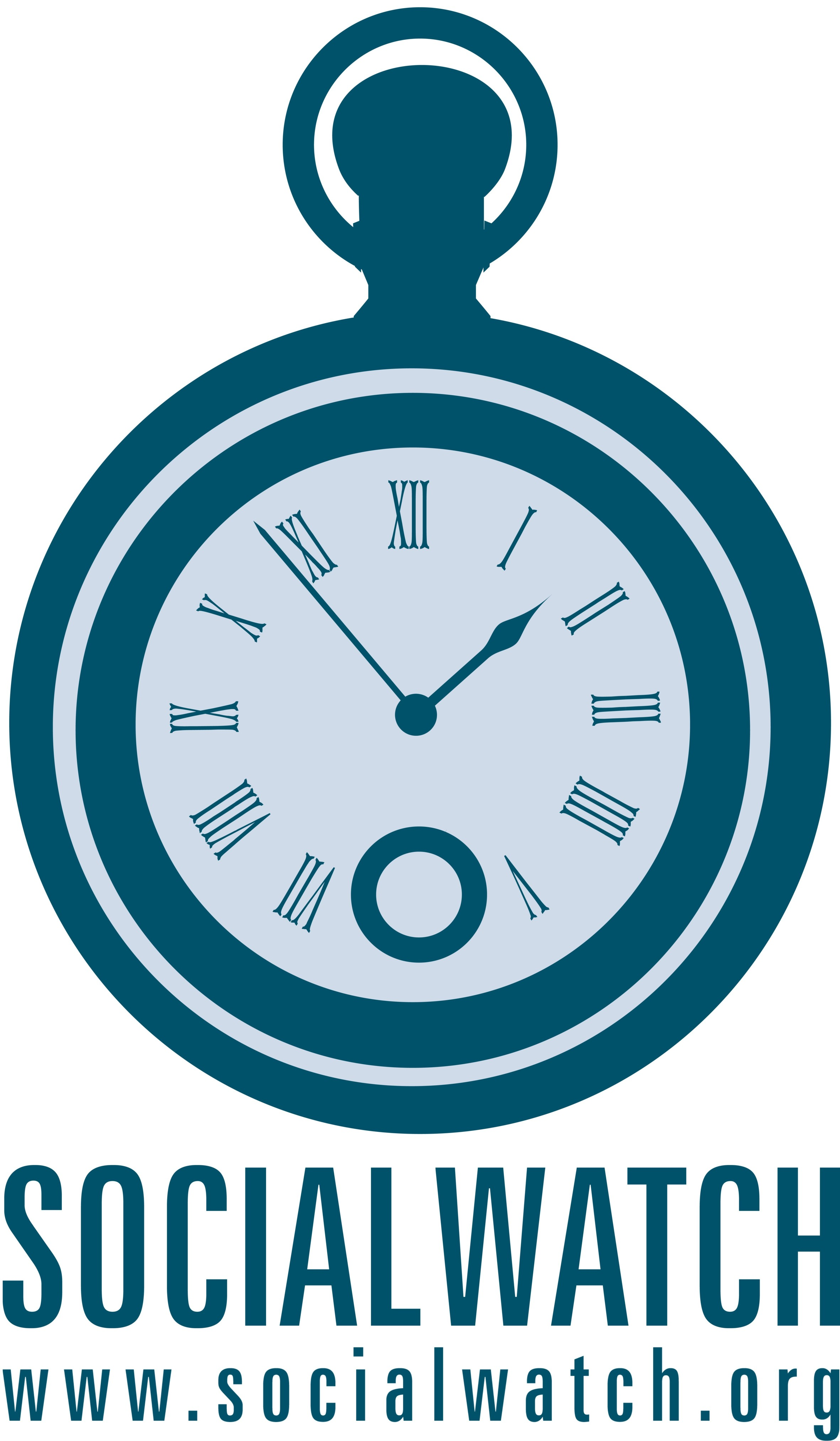
Social Watch logo.

## Antecedentes
Social Watch nace luego de las cumbres de 1995 como una herramienta de organizaciones y coaliciones de la sociedad civil para supervisar la implementación de los compromisos asumidos por los gobiernos en ambas instancias.

## Estructura de Social Watch
Los nodos de la red SW, llamados coaliciones nacionales de SW, se componen por diversas organizaciones, tanto de Derechos Humanos, como sindicatos, organizaciones de mujeres, centros de investigación y otras. La cantidad de organizaciones que componen las coaliciones nacionales de SW es muy variable, por ejemplo la coalición nacional en Albania está compuesta de una única organización, la Human Development Promotion Centre, mientras que la coalición nacional en Uganda la conforman más de 300 organizaciones. La Asamblea de delegados de las coaliciones nacionales, que se reùne cada dos o tres años, elige a un Comité Coordinador y define las estrategias.

## Comité Coordinador de Social Watch
El Comité Coordinador (CC) es la cabeza política en el acontecer diario de la red SW. Está integrado por miembros de diversos países y su trabajo se coordina principalmente mediante listas de correo electrónico, conferencias telefónicas y reuniones presenciales que se realizan dos veces por año. El CC tiene el objetivo de mantener y reforzar la visibilidad política y la injerencia de la red en los ámbitos y procesos que se consideren de importancia, en la elección de sus miembros se valora tanto la representación geográfica como de género al igual que la experiencia y la capacidad que puedan aportar a la red.

## Secretariado Internacional
El Secretariado Internacional (SI) es el órgano ejecutivo de la red. Si bien en sus inicios se limitaba exclusivamente a la producción del Informe Anual, actualmente realiza investigaciones, actividades de capacitación y representación de la red a nivel internacional. También se ocupa de aspectos relacionados al crecimiento de la red -formación y consolidación de nuevas coaliciones nacionales- así como de la difusión, apoyo y seguimiento de las actividades de las coaliciones.

## Informe anual
El Informe Anual de Social Watch es la publicación más visible de la organización. El informe reúne contribuciones de todas las coaliciones nacionales en torno a una temática específica (designada según las prioridades coyunturales de la red). Se trata de un abordaje crítico resultante del trabajo de la organización en la vigilancia de la implementación de los compromisos asumidos por los gobiernos en materia de desarrollo y derechos humanos. Comparable o equivalente al informe anual de Amnistía Internacional, el Informe Anual de Social Watch es la herramienta de campaña más efectiva de la red, siendo reconocido y respetado a nivel político y académico, así como también por sus pares de la sociedad civil.
Los últimos informes han sido:
Social Watch 2009 - Poner a trabajar las finanzas: Primero la gente
Social Watch 2008 - Derechos Humanos: la única llave
Social Watch 2007 - En dignidad y derechos
Social Watch 2006 - Arquitectura Imposible
Social Watch 2005 - Rugidos y murmullos
Social Watch 2004 - Miedos y miserias - Obstáculos a la seguridad humana
Social Watch 2003 - Los pobres y el mercado
Social Watch 2002 - El impacto social de la globalización en el mundo
Social Watch 2001 - Mapeando el progreso. Mucho ruido.

## Índice de Equidad de Género
El Índice de Equidad de Género (IEG) es calculado por el Equipo de Investigación de SW para poder medir y comparar la inequidad de género en los distintos países basándose en tres aspectos: la educación, la participación económica y el empoderamiento.
En la edición 2008 del IEG se relevó la situación de 157 países, siendo Suiza, Finlandia y Ruanda los países con mejor nivel de equidad de género, con una puntuación 89 y 85 sobre 100 respectivamente mientras que Costa de Marfil y Yemen fueron los países de mayor inequidad, con 37 y 29 puntos.

## Coaliciones nacionales de Social Watch en Wikipedia
Social Watch Alemania http://de.wikipedia.org/wiki/Social_Watch_Deutschland
Social Watch Polonia http://pl.wikipedia.org/wiki/Social_Watch

## SocialWatch multimedia
http://www.youtube.com/SocWatch
http://www.flickr.com/socialwatch/